# Ожин
Ожин — река в России, протекает по Прилузскому району Республики Коми. Устье реки находится в 359 км по правому берегу реки Луза. Длина реки составляет 60 км, площадь бассейна 357 км². В верхнем течении также обозначается как Ожын.
Исток реки в таёжном массиве среди холмов Северных Увалов в 33 км к северо-востоку от села Объячево. В верхнем течении течёт на запад, в нижнем на юго-запад, русло сильно извилистое. Почти всё течение за исключением низовий проходит по ненаселённому холмистому таёжному массиву, в нижнем течении река протекает деревню Ожиндор и северные окраины села Объячево. Впадает в Лузу в 4 км к северо-западу от центра села Объячево.

## Притоки
- река Малый Сыв (левый)
- 18 км: река Двелим (левый)
- 34 км: река Колавож (левый)
- река Сижмаш (левый)

## Данные водного реестра
По данным государственного водного реестра России и геоинформационной системы водохозяйственного районирования территории РФ, подготовленной Федеральным агентством водных ресурсов:
- Бассейновый округ — Двинско-Печорский
- Речной бассейн — Северная Двина
- Речной подбассейн — Малая Северная Двина
- Водохозяйственный участок — Юг
- Код водного объекта — 03020100212103000012341